# محصول آمیتی‌ویل
محصول آمیتی‌ویل (به انگلیسی: Amityville Harvest) یک فیلم فراطبیعی ترسناک آمریکایی محصول سال ۲۰۲۰ به نویسندگی و کارگردانی توماس جی. چرچیل با بازی کایل لودر، سدی کاتز، براندون آلن اسمیت و الکسا پلین است.
این فیلم در ۲۰ اکتبر ۲۰۲۰ به صورت ویدئو به‌درخواست منتشر شد.

## داستان
یک گروه مستندساز یک شخصیت عجیب و غریب با قدرت را دنبال می‌کند.